# Tej nocy będziesz mój
Tej nocy będziesz mój (ang. You Instead) – brytyjska komedia romantyczna z 2011 roku oparta na scenariuszu Thomasa Leveritta i reżyserii Davida Mackenziego. W filmie występują Luke Treadaway, Natalia Tena, Gavin Mitchell i Alastair MacKenzie.
Film miał premierę w lutym 2011 roku podczas Festiwalu Filmowego w Glasgow. Premiera filmu w Wielkiej Brytanii odbyła się 16 września 2011 roku, natomiast w Polsce odbyła się 1 czerwca 2012 roku.

## Opis fabuły
Bohaterami filmu są Adam (Luke Treadaway) i Morello (Natalia Tena). Oboje są muzykami – on gra elektropop, ona jest liderką punkowego zespołu The Dirty Pinks.
Kiedy czekają na występ, wdają się w sprzeczkę, którą słyszy przechodzący obok kaznodzieja. Mężczyzna w imię miłości skuwa ich ze sobą kajdankami i znika z kluczem. Wkrótce okazuje się, że parę więcej łączy niż dzieli.

## Obsada
- Luke Treadaway jako Adam
- Natalia Tena jako Morello
- Mathew Baynton jako Tyko
- Gavin Mitchell jako Boaby
- Sophie Wu jako Kim
- Alastair MacKenzie jako Mark
- Ruta Gedmintas jako Lake
- Kari Corbett jako Kirsty